# Picigin
Picigin je hrvatski amaterski šport (igra) koji se igra loptom na pješčanoj plaži, u plićaku. Igraju ga ljudi svih životnih dobi. Zaštićeno je kulturno dobro Republike Hrvatske.

## Podrijetlo
Još 1908. godine, pune tri godine prije nego što će u ove krajeve donijeti nogomet, splitski su studenti iz Praga na kupalište u gradu donijeli neobičnu igru koja se zvala vodeni polo, odnosno na engleskom water-polo. Na Bačvicama nema dovoljno dubokog mora, pa je stoga moguće, kako misle neki istraživači, da se picigin razvio iz osebujnoga splitskog vaterpola na suhom. Bilo kako bilo, picigin po pravilima koja su manje-više ostala nepromijenjena do danas na Bačvicama se igra još od Prvog svjetskog rata.

## Povijest
Picigin je začet u Splitu, i smatra ga se "najsplitskijim" športom. Kultno igralište za picigin jesu Bačvice, splitska pješčana plaža. Odatle se, zacijelo zbog svoje atraktivnosti, proširio po čitavoj hrvatskoj obali te se razvio u specifične lokalne stilove i varijacije.
Entuzijasti u Splitu igraju picigin tijekom cijele godine, a u novije vrijeme je na Bačvicama ugrađen reflektor za noćnu igru. Tradicija je igranje novogodišnjeg picigina prvog dana nove godine, a od 2005. se održava i tzv. "prvenstvo svita u piciginu". Do 2008., na prvenstvu su ocjenjivani zadani oblici skokova piciginaša, ali od 2008. se ocjenjuje ukupan umjetnički dojam ekipe.
2007. i 2008. godine pobjednik je bila ekipa "Sunčanice".
Koncem srpnja 2007., ministar kulture RH Božo Biškupić je potpisao preventivno rješenje (koje traje tri godine), kojim je picigin zaštićen kao nematerijalno kulturno dobro RH. U rješenju je naglašeno da pravila igranja picigina određuju članovi Ekološkog društva "Picigin Bačvice". Status nematerijalna kulturna dobra potvrđen je 2013. godine.
U rujnu 2023. dvodnevnim programom 100 godina picigina na Bačvicama obilježena je stogodišnjica igre, uz otvaranje spomen-ploče na Bačvicama.

## Opis i pravila
Picigin je igra u kojoj nema pobjednika i zbog toga se teško može govoriti o strogim pravilima. Osnovna pravila su vrlo jednostavna: pet igrača u moru dobokom deset do dvadeset centimetara (ako je more dublje, to samo usporava igru i umanjuje atraktivnost) raspoređenih u peterokut međusobno udaljenih šest–sedam metara, dodaje se balunom udarajući ga dlanovima, nastojeći pri tom da balun ne padne u more.
Picigin nije kruta igra, cilj joj je opuštanje. Igra obično započinje lagano, zagrijavanjem, a kad igračima "dodije" sporost, onda kreće akcija. Balun se dodaje u for tako da su igrači prisiljeni na akrobacije i šprinteve. Balun se vrti u krug, a često i sami piciginaši mijenjaju mjesta kad se igra zahukta.
Neiskusni igrači misle da se situacija slučajno "zakuhava" nezgodnim odbijanjima. Pravi igrači ne odbijaju balun "nezgodno", nego planski i onom suigraču koji je pravilno postavljen i spreman zatrčati se i atraktivno uhvatiti balun. Ponekad, zbog dodatne draži i atraktivnosti, ili zbog situacije uzrokovane igrom odustaje se od predvidljivih dodavanja.
Balun treba udarati dlanom, a poželjno je da se u igri jednako koriste obje ruke (najčešće greška neiskusnih igrača je da igraju samo onom "jačom").

### Igrači
U igri sudjeluje 5 igrača. Od tih pet dva su sidruni (tehničari), a ostala trojica su trkači. Mješovitost postava po spolu i dobi nije ništa neobično.

### "Balun"
Balun za picigin se dobiva od teniske loptice. Postupak izrade počinje tako da se uzme jedan balun dobro "istučen" na tenisu, nožem se malo razreže sloj tkanine pa se kliještima oguli. Ljepilo se najlakše skine trljanjem o hrapavi zid, nakon čega se balun brusi grubim pa finim brusnim papirom. Sloj gume je na teniskoj lopti širok oko tri milimetra i potrebno ga je dovesti na milimetar i pol. Da bi se to ravnomjerno i precizno izvelo, balun se prije skidanja novog sloja se premaže bijelom kredom. Postupak izrade obično traje dva popodneva. Nikad se ne brusi strojno jer je na taj način teško pogoditi pravu mjeru. Postoji i balun za vjetar, malo veće težine. Ovaj postupak izrade je uveo u praksu legendarni splitski piciginaš Emil Giosento početkom 1960-ih.
Picigin se, dakle, igra balunom, a ne »loptom« ili »lopticom«, a upotreba tih termina na Bačvicama se čak i kažnjava.

### Mjesto igranja
Igra se u plićaku, na pješčanoj plaži. Sve druge varijante (kamen, šljunak i sl.) nisu poželjne zbog mogućnosti ozljeda. Najpovoljnija dubina je do gležnja, zbog lakoće trčanja, a dovoljno duboka za ublažavanje pada, odnosno, doskoka.

### Razlike u pravilima
Za picigin kao amaterski šport postoje svakojaka tumačenja pravila i sukladno tome, svakojake varijacije, koje se pojačavaju zemljopisnom udaljenošću.

## Tradicija
Kao što je već spomenuto, picigin se u Splitu u današnjem obliku igra još od Prvog svjetskog rata, više od 90 godina. Entuzijasti igraju picigin tijekom cijele godine, a u novije vrijeme je na Bačvicama ugrađen reflektor za noćnu igru. Tradicija je igranje novogodišnjeg picigina prvog dana nove godine, a od 2005. se održava i tzv. "prvenstvo svita u piciginu".

### Smještaj kulturnog dobra
Split/Splitsko-dalmatinska županija, Šibensko-kninska županija, Dubrovačko-neretvanska županija, Zadarska županija, Primorsko-goranska županija, Istarska županija.

### Ostalo
Picigin je društvena igra loptom koja se izvodi u plićaku pješčane plaže gdje igrači, stojeći u moru, nabacuju loptu koja ne smije dodirnuti morsku površinu. Iako je raširen među mlađom populacijom, u njemu sudjeluju brojni igrači, bez obzira na spol i na dob. Osnovni je cilj igre da lopta mora biti što dulje u zraku. Picigin je nastao u Splitu i smatra ga se „najsplitskijom“ igrom. Kultno su igralište za picigin Bačvice, splitska pješčana plaža. Otuda se, zbog svoje atraktivnosti, proširio po čitavoj hrvatskoj obali i razvio u specifične lokalne stilove i varijante. Najviše se igra u srednjoj Dalmaciji u priobalju i na otocima, ali i u ostalim hrvatskim priobalnim mjestima, ali i na rijekama u kontinentalnom dijelu Hrvatske. Igra slična piciginu nastala je prije 6000 godina u zemljama Srednje Amerike. Igra se u plićaku, na pješčanoj plaži, a najpovoljnija je dubina do gležnja, zbog lakoće trčanja, a dovoljno je duboka i za ublažavanje pada, Picigin se s vremenom dorađivao u ljepoti, borbenosti, atraktivnosti i stilu igrača. Sadašnji picigin, koji je sinteza svih bivših stilova, zahtijeva od igrača izgrađenu tehniku udarca objema rukama, naročit refleks i odraz, maštovitost poteza, brzinu, akrobatski skok, osjećaj za prostor, preciznost i veliku izdržljivost. Picigin je spoj odbojke, tenisa, akrobatike, vaterpola i borilačkih športova. Pritom je važan psihološki, odnosno sociopsihološki, element igre. Broj igrača nije striktno određen, premda se optimalan učinak postiže s 5 sudionika, od kojih su dva sidruni (tehničari), a ostali su trkači, raspoređenih u peterokut, dodaju se loptom – balunom (obrađena teniska loptica). Dopuštena je mješovitost stava po spolu i dobi. Picigin je igra u kojoj nema pobjednika i strogih pravila. Moto igre glasi: moreš činit ča te voja, ma balun mora ostat suv. Za potrebe sudionika u natjecateljskoj igri izdana su pravila koja su priredili članovi Ekološkoga društva „Picigin Bačvice“. Društvo je osnovano 1999. godine s ciljem planiranja rada i razvitka ekološke zaštite okoliša uvale Bačvice, zaštite tradicijskih rekreacijskih sadržaja na kupalištu, a osobito igre picigina. Entuzijasti igraju picigin tijekom cijele godine, a u novije je vrijeme na Bačvicama postavljen reflektor za noćnu igru. Tradicija je igranje novogodišnjega picigina – prvoga dana nove godine, a od 2005. godine održava se i turnir Prvenstvo svita u piciginu. Također, u Medulinu je 2005. godine osnovana udruga Pešekan – Udruga za promicanje igre picigina, u čijoj organizaciji se dva puta godišnje održavaju turniri u piciginu, jedan u srpnju, a drugi u kolovozu. Na svakom se turniru okupi od 100 do 130 igrača te višestruki broj navijača. Igrači se tako upoznaju, međusobno se druže, potpomažu te demonstriraju svoja umijeća u piciginu.

## Picigol i varijacije

### Picigol
Picigol je šport nalik piciginu u kojem se dvije četveročlane ekipe nadmeću kroz napad i obranu s ciljem postizanja zgoditka. Na terenu je ukupno osam igrača te su dopuštene izmjene iz prekida. Komponente igre mogu se prepoznati i u drugim športovima; rukometu (šut na gol i udarci iz kuta), košarci (kretnje, razigravanje i prekršaji), pa čak i hokeju (teren se proteže i iza gola). U igri se koristi tehnika picigina, pa svaki igrač smije samo jednom dodirnuti lopticu. Pobjednička je ona ekipa koja prva postigne 6 zgoditaka. 
Igra se osim u moru može se igrati i na suhom gdje je dozvoljeno da loptica udari jednom o tlo prije nego što se promijeni posjed lopte, što je omogućilo bolje razigravanje, kao što je dodavanje ili zgoditak od poda. Picigol u dvorani po prvi put je omogućio igru bez obzira na klimatske uvjete tokom cijele godine, a time održava i unaprijeđuje tehnika igranja picigina. 17.11.2022. napravljen je prvi Youtube live stream dvoranskog picigola koji se održava 2 puta tjedno ponedjeljkom i četvrtkom u 20:30. 
Igra se od kolovoza 2015. godine, a igra je proizašla s Bačvica u Splitu. U početku je gol bio podmetač za ribu "špurtil" okomito zaboden u pijesak. Arsen Ivanišević i Joco Kozlica napravili su pravilnik, a vrlo skoro je Mislav Duboković napravio veće golove jedinstvenog izgleda.
Picigol je ubrzo postao popratna disciplina piciginu. Odigrao se i prvi novogodišnji picigol, što je zabilježila i Hrvatska radiotelevizija.

#### Gol
Gol se razlikuje od onih u drugim športovima jer ima donju gredu koja se nalazi u razini koljena. Ukupna visina gola je 185 cm, a površina od donje do gornje grede je 130 x 130 cm. Mreža se hvata ispod donje grede u obliku slova „J“ i na taj način stvara vreću u kojoj ostaje loptica kod postignutog pogotka. Gol je načinjen od plastičnih cijevi od kojih su okomite iznutra pojačane čeličnom šipkom i preko klinova zabodene u pijesak.

#### Loptica
"Balun" se kao i za picigin izrađuje od teniske loptice. Skida se gornji, žuti sloj da bi se došlo do gumene unutrašnjosti koja se potom jednoliko brusi dok se ne postigne težina 22 – 26 g. Težina „baluna“ ovisi o vremenskim uvjetima kao i o terenu na kojem se Picigol igra. Zaslugama Mislava Dubokovića počela je i dodatna obrada gotovog "baluna"  mješavinom poliuretanske smjese i pigmenta žarkih boja radi bolje vidljivosti.

#### Teren
Na terenu nema linija, a time ni "out"-a. Jedina fiktivna linija u igri je u razini gola, koja označava "korner". Udaljenost između dva gola je 15 metara ako se igra u 8 igrača. Optimalno se igra kad je dubina 30-ak centimetara, što je nešto dublje nego u piciginu jer je više skokova iz mjesta nego iz šprinta. U igri je dozvoljeno doći iza protivničkog gola i odigrati povratnu loptu za dobro postavljenog suigrača.
Igra se može igrati van mora gdje je dozvoljeno da loptica udari jednom o tlo prije nego što se promijeni posjed lopte.

#### Pravila
1. Igra se u dvije četveročlane ekipe
2. Kad loptica padne u vodu, posjed dobiva protivnička ekipa onog tko ju je zadnji dirao.
3. Posjed u dvoranskoj igri se mijenja kad loptica padne 2 puta na tlo.
4. Svaki igrač može samo jednom taknuti lopticu osim golmana.
5. Golman uvijek smije dva puta taknuti lopticu.
6. Golman lopticu smije uhvatiti uvijek osim: a) ako je posljednji kontakt s lopticom imao njegov suigrač b) ako je suigrač u prostoru iza golmana prilikom hvatanja loptice.
7. Korner je kad loptica padne iza gola nakon što se odbila od obrambenog igrača koji nije golman, te se izvodi cca 4m od gola.
8. Izvođenje iz kuta je također oblik penalizacije kršenja pravila 6a i 6b.
9. U slučaju da golman obrani udarac na gol i loptica padne ispred njega, ostaje u njegovom posjedu.
10. U slučaju da golman obrani udarac na gol i loptica se odbije dalje od prvog obrambenog igrača, posjed lopte pripada protivničkoj ekipi.
11. Bacati se u more dozvoljeno je samo ekipi u napadu, što se može tek nakon prvog dodavanja od promjene posjeda.
12. Kazneni udarac ili slobodni udarac se pucaju direktno na nebranjen gol s drugog kraja terena na način da ga suigrač dodaje izvođaču.
13. Kazneni udarac kao sankcija dodjeljuje se protiv ekipe koja diranjem lopte nakon izgubljenog posjeda ili bacanjem tijekom obrane omete igru.
14. Slobodni udarac se dodjeljuje igraču koji postigne zgoditak glavom ili nogom.
15. Slobodni udarac smije se izvesti nogom ili glavom. Tada se u slučaju pogotka izvođač nagrađuje još jednim slobodnim udarcem.
16. Nakon zgoditka igra staje dok se ne postavi obrana.
17. Posjed lopte nakon prekršaja (obično sudar rukama) ide protiv igrača koji je imao lošiji pregled igre tj. u korist onog koji je pasivnije postavljen.
18. Kad dva protivnička igrača dotaknu lopticu istovremeno, posjed gubi igrač koji je uputio lopticu u smjeru u kojem je otišla.
19. Golman je kod kontakta privilegiran, osim namjernog kontakta s njegove strane.
20. Iznad svega „fair-play“.

### Picington
Hibrid picigina i badmintona koji se igra na suhom pijesku.

## Zaštita
Pod oznakom Z-6154 zaveden je pod vrstom "nematerijalna kulturna baština", pravna statusa zaštićena kulturnog dobra, klasificirano kao "običaji, obredi i svečanosti".

## Publikacije
- Vladan Papić, Ivan Granić i Hrvoje Turić: Picigin kao vodeni sport: početno istraživanje, znanstveni rad objavljen u sklopu Acte Kinesiologice

## Vanjske poveznice
- Opsežan tekst Anatolija Kudrjavceva o piciginu
- Picigin foto galerija  Arhivirana inačica izvorne stranice od 11. siječnja 2007. (Wayback Machine)
- Članak u "Slobodnoj Dalmaciji"  Arhivirana inačica izvorne stranice od 5. siječnja 2008. (Wayback Machine)
- Članak u "Odiseju"  Arhivirana inačica izvorne stranice od 29. rujna 2007. (Wayback Machine)
- www-sjedište picigina
- Video picigola u toplom studenom
- Članak u vijestima  Arhivirana inačica izvorne stranice od 20. siječnja 2016. (Wayback Machine)
- HRT reportaža o novom sportu  Arhivirana inačica izvorne stranice od 5. veljače 2016. (Wayback Machine)
- Video picigola